# La Perle et la Vague
La Perle et la Vague est un tableau du peintre français Paul Baudry réalisé en 1862. Cette huile sur toile académique représente une femme nue allongée sur des rochers de bord de mer, tournée vers les vagues, toutes proches, qui s'y abattent : seuls son regard et une partie de son visage, sont dirigés vers l'arrière, vers le point d'où pouvait la voir le peintre. Achetée par Eugénie de Montijo en 1863, elle est conservée au musée du Prado, en Espagne.